# Госнелл (Арканзас)
Госнелл (англ. Gosnell) — город, расположенный в округе Миссисипи (штат Арканзас, США) с населением в 3968 человек по статистическим данным переписи 2000 года.

## География
По данным Бюро переписи населения США Госнелл имеет общую площадь в 4,4 квадратных километров, водных ресурсов в черте населённого пункта не имеется.
Город Госнелл расположен на высоте 76 метров над уровнем моря.

## Демография
По данным переписи населения 2000 года в Госнелле проживало 3968 человек, 1074 семьи, насчитывалось 1369 домашних хозяйств и 1578 жилых домов. Средняя плотность населения составляла около 922,8 человек на один квадратный километр. Расовый состав Госнелла по данным переписи распределился следующим образом: 80,12 % белых, 15,15 % — чёрных или афроамериканцев, 0,43 % — коренных американцев, 1,01 % — азиатов, 1,44 % — представителей смешанных рас, 1,86 % — других народностей. Испаноговорящие составили 3,45 % от всех жителей города.
Из 1369 домашних хозяйств в 48,3 % — воспитывали детей в возрасте до 18 лет, 54,9 % представляли собой совместно проживающие супружеские пары, в 18,4 % семей женщины проживали без мужей, 21,5 % не имели семей. 17,5 % от общего числа семей на момент переписи жили самостоятельно, при этом 4,1 % составили одинокие пожилые люди в возрасте 65 лет и старше. Средний размер домашнего хозяйства составил 2,90 человек, а средний размер семьи — 3,29 человек.
Население города по возрастному диапазону по данным переписи 2000 года распределилось следующим образом: 34,9 % — жители младше 18 лет, 10,8 % — между 18 и 24 годами, 32,0 % — от 25 до 44 лет, 17,5 % — от 45 до 64 лет и 4,8 % — в возрасте 65 лет и старше. Средний возраст жителей составил 28 лет. На каждые 100 женщин в Госнелле приходилось 96,7 мужчин, при этом на каждые сто женщин 18 лет и старше приходилось 92,1 мужчин также старше 18 лет.
Средний доход на одно домашнее хозяйство в городе составил 31 423 доллара США, а средний доход на одну семью — 37 176 долларов. При этом мужчины имели средний доход в 30 995 долларов США в год против 17 625 долларов среднегодового дохода у женщин. Доход на душу населения в городе составил 13 371 доллар в год. 15,5 % от всего числа семей в населённом пункте и 17,1 % от всей численности населения находилось на момент переписи населения за чертой бедности, при этом 16,5 % из них были моложе 18 лет и 31,4 % — в возрасте 65 лет и старше.